# Miconia dipsacea
Miconia dipsacea är en tvåhjärtbladig växtart som beskrevs av Charles Victor Naudin. Miconia dipsacea ingår i släktet Miconia och familjen Melastomataceae.
Artens utbredningsområde är Peru. Inga underarter finns listade i Catalogue of Life.